# Ханс Ерих Носак
Ханс Ерих Носак (на немски: Hans Erich Nossack) е германски писател, автор на романи, разкази, пиеси и стихотворения.

## Биография
Ханс Ерих Носак произлиза от заможно хамбургско семейство. През 1919 г. полага матура в хуманитарната гимназия на родния си град. През зимния семестър на 1919/1920 г. става студент в първия, основан през 1919 г., Хамбургски университет. Следва история на изкуството и литературознание. През 1920 г. се премества в университете на Йена, където започва да изучава право и икономически науки, но през 1922 г. прекъсва.
Отказва подкрепата на богатото си семейството и се опитва да си пробие път като общ работник. За кратко става член на Комунистическата партия на Германия.
През 1923 г. Носак се завръща в Хамбург. Става банков служител и през следващите години завършва обучение за банков кредитен съветник. Наред с работата си съчинява стихове и пише театрални пиеси.
През 1930 г. отново става член на Комунистическата партия на Германия. През 1933 г., след като в Германия на власт идват националсоциалистите, се оттегля във фирмата на баща си. Застрашен е от претърсвания от нацистките щурмови отряди и полицията, но не е арестуван. Скоро след това поема управлението на импортната фирма.
През 1943 г. дневниците на Носак са унищожени от масираните бомбардировки на Хамбург. Първите му литературни публикации са от 1947 г.
През 1949 г. писателят е избран за член на Академията за наука и литература в Майнц, през 1950 г. става съосновател на Свободната академия на изкуствата в Хамбург, а през 1961 г. – член на Немската академия за език и литература в Дармщат.
След 1956 г. е писател на свободна практика.
През 1961 г. Носак е сред представителите на западногерманските писатели за тържествата в Ню Делхи по случай 100-годишнината от рождението на Рабиндранат Тагор.
След 1969 г. до смъртта си през 1977 г. Ханс Ерих Носак живее в Хамбург.
Критиката го определя като „най-големият немски писател на фантастична литература след Кафка“.